# Sciara diderma
Sciara diderma är en tvåvingeart som beskrevs av Garrett 1925. Sciara diderma ingår i släktet Sciara och familjen sorgmyggor.
Artens utbredningsområde är British Columbia. Inga underarter finns listade i Catalogue of Life.